# حرمک
حُرمَک، روستایی از توابع بخش کشیت شهرستان گلباف استان کرمان است.

## جمعیت
این روستا در دهستان کشیت قرار داشته و براساس آخرین سرشماری مرکز آمار ایران که در سال ۱۳۹۰ صورت گرفته و امام زاده‌ای بنام آقا زید محمود و آبشاری دیدنی و آبگرمی جذاب در این روستا قرار دارد، جمعیت آن ۷۸۱ نفر (۲۷۸خانوار) بوده‌است